# InterCity (Olaszország)
Olaszországban azok a belföldi vasúti járatok tartoznak az InterCity kategóriába, melyek 200 km/h sebességnél lassabban közlekednek. Kb. 200 olasz állomáson áll meg Intercity vonat is.
A vonatok első- és másodosztályú kocsikkal közlekednek.

## Változatai

### InterCity
2020-ban 90 InterCity-összeköttetés volt aktív. Ezek főként a fő olasz vasútvonalakon közlekednek, ütemes menetrenddel.
A következő InterCity járatok közlekednek rendszeresen:
- Milánó - Torino
- Milánó - Terni
- Milánó - Nápoly (- Reggio Calabria)
- Róma - Perugia (- Ancona)
- Róma - Salerno
- Róma - Firenze
- Róma - Bari (- Lecce)
- Róma - Trieszt
- Reggio Calabria - Catanzaro - Crotone - Taranto

2009-ig szinte minden InterCity és InterCity Plus vonatnak volt olyan neve, amely utalhatott az érintett helyekre (pl. ICplus 507 „Sila” Torino - Reggio Calabria vagy ICplus 717 „Adige” Bolzano - Lecce) vagy a kiszolgált helyekkel kapcsolatos híres személyekre (pl. ICplus 564 „Leopardi” Pescara - - Milánó).

### InterCity Notte (ICN)
Az InterCity Notte 15 útvonalon közlekedik, és főként Észak- és Dél-Olaszországot köti össze.
- Milánó - Szirakúza
- Milánó - Palermo
- Milánó - Lecce
- Milánó - Taranto - Lecce
- Torino - Salerno
- Torino - Milánó - Salerno
- Torino - Lecce
- Torino - Milánó - Reggio Calabria
- Róma - Szirakúza
- Róma - Palermo
- Róma - Nápoly - Szirakúza
- Róma - Nápoly - Palermo
- Róma - Velence - Trieszt
- Róma - Bolzano (csak hétvégén)
- Róma - Lecce (csak hétvégén)

## Járművek
Az olasz Intercityket mindig mozdonyvontatású vonatok, motorvonatokat ebben a kategóriában nem alkalmaznak.
Vontatójárművek az alábbiak lehetnek:
- FS E.444R,
- FS E.402A,
- FS E.402B,
- FS E.403,
- FS E.656,
- FS D.445 (nem villamosított vasútvonalakon).

## Képek

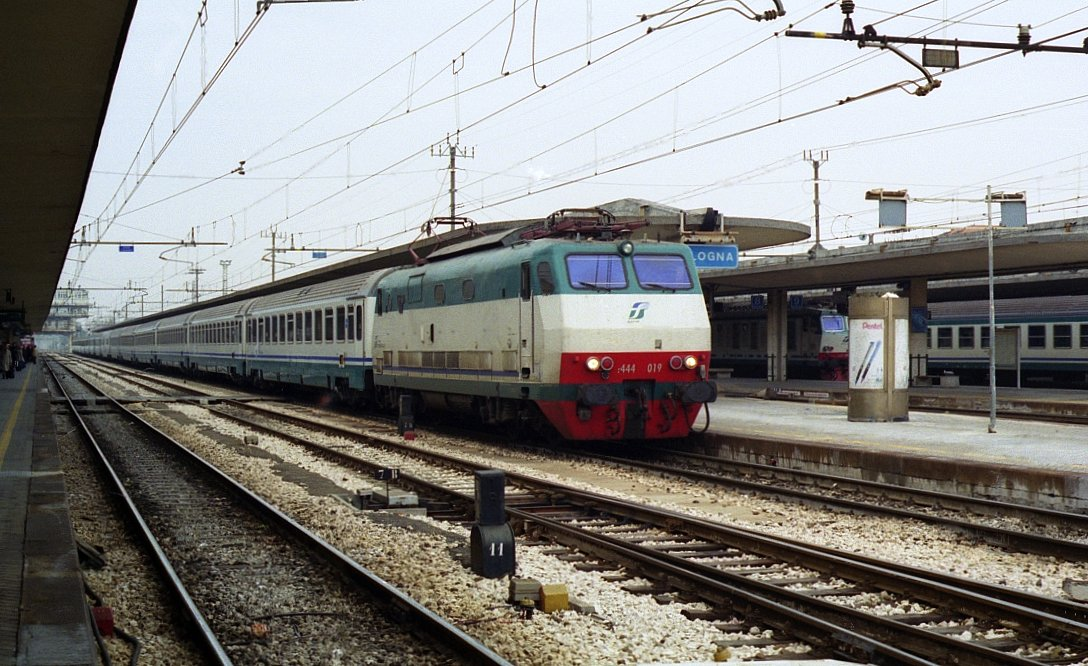
FS E444 sorozat Bologna Centrale állomáson
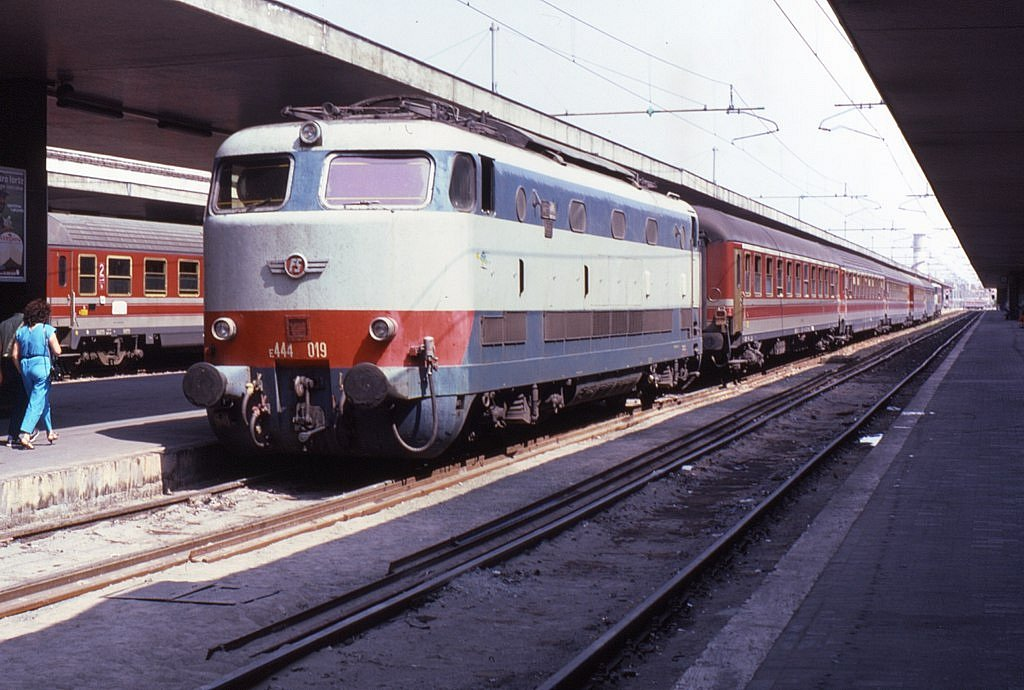
FS E444 sorozat Bari állomásán
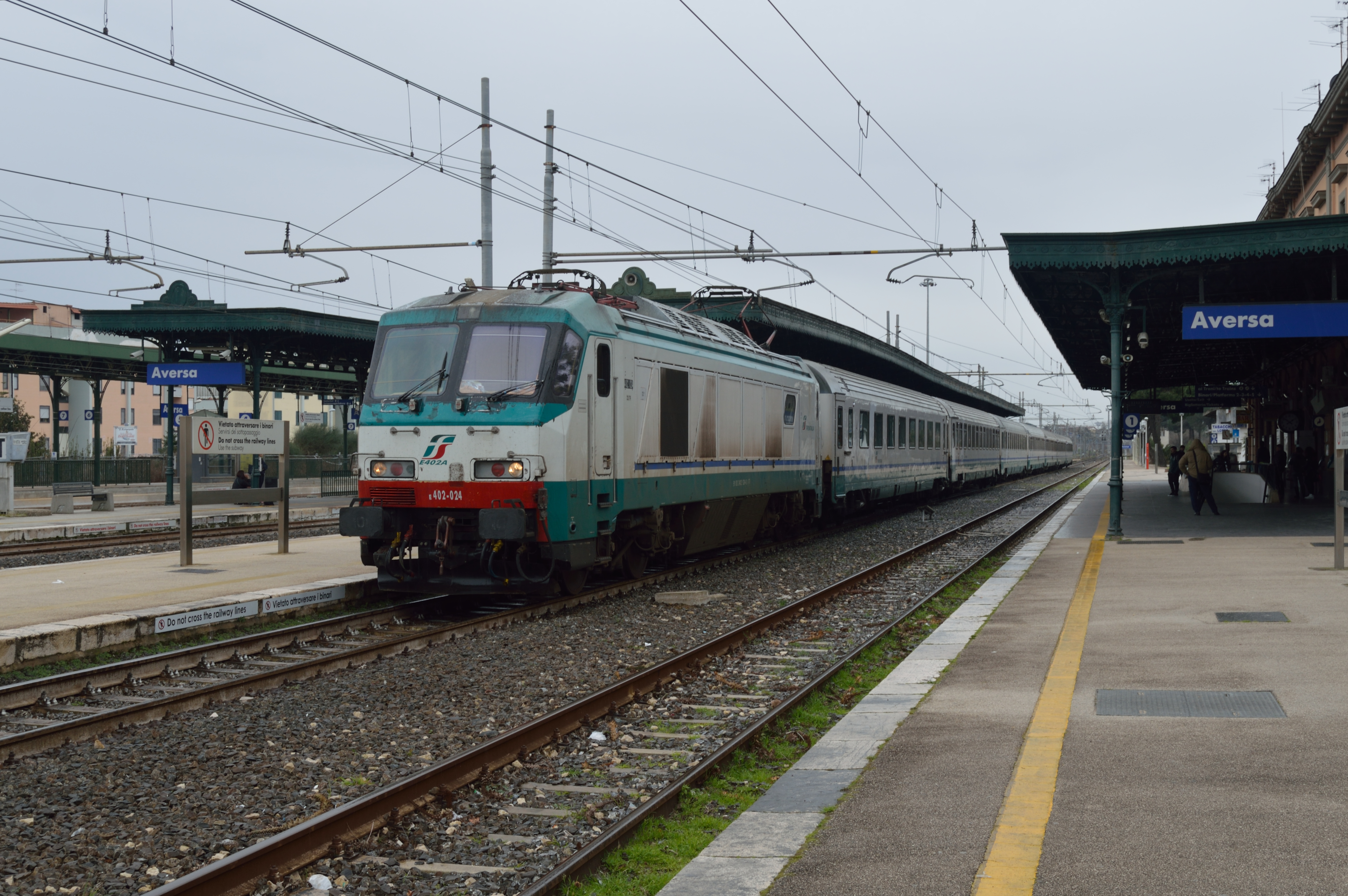
Intercity vonat Aversa állomásán
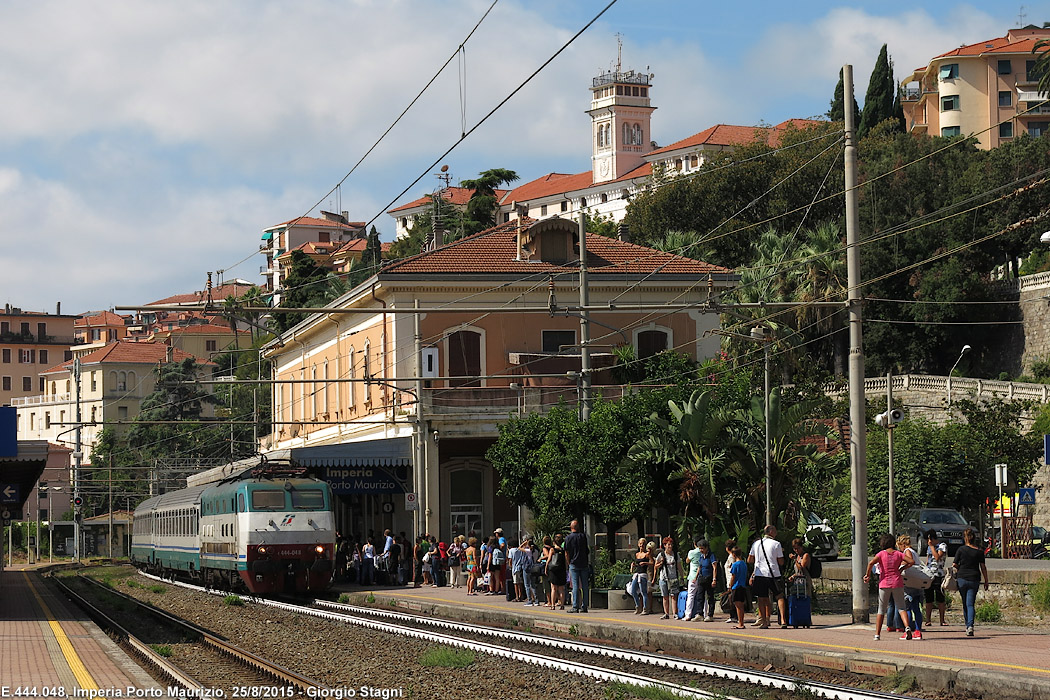
Intercity vonat az egykori Imperia állomáson
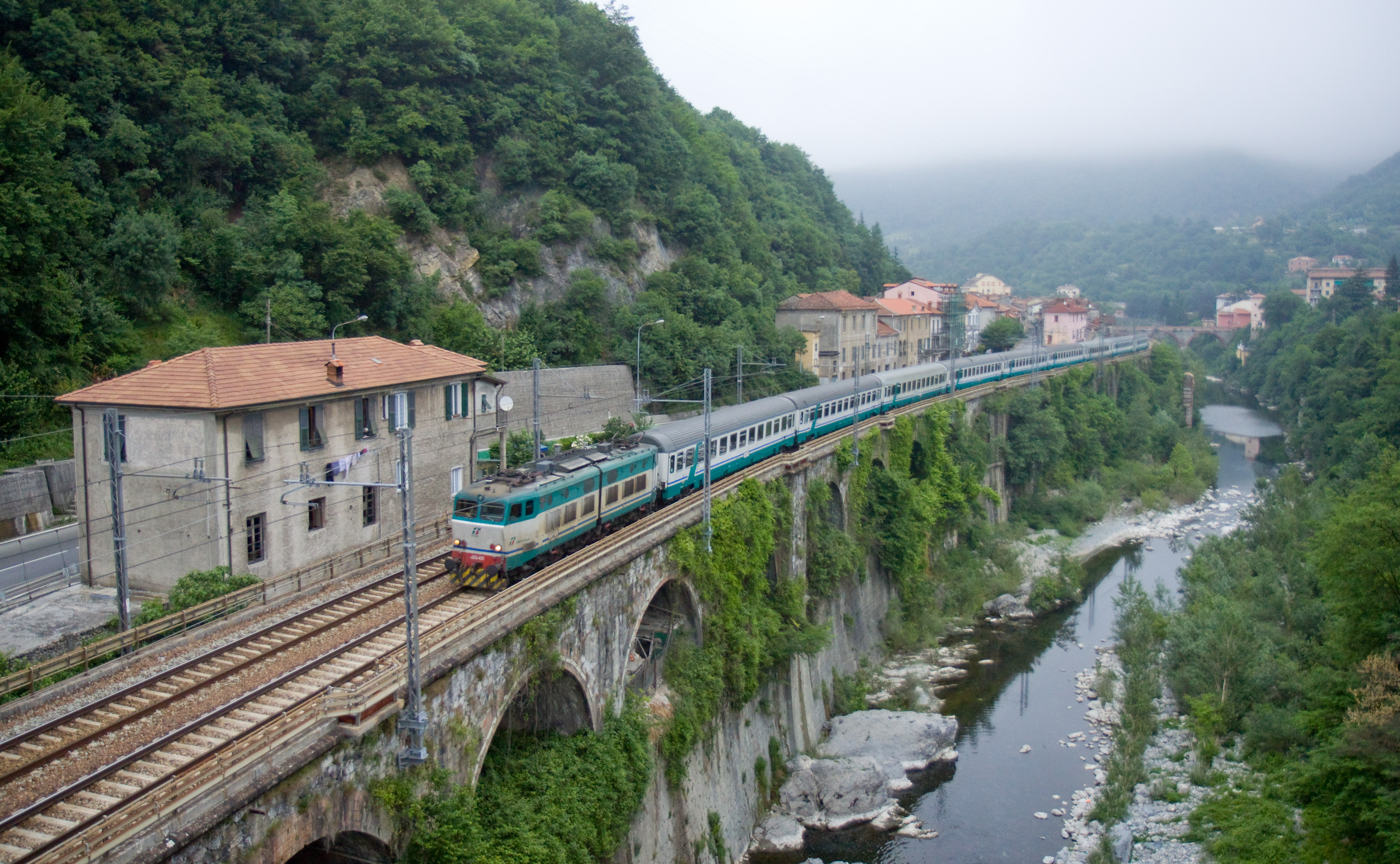
Intercity a Milánó-Genova-vasútvonalon
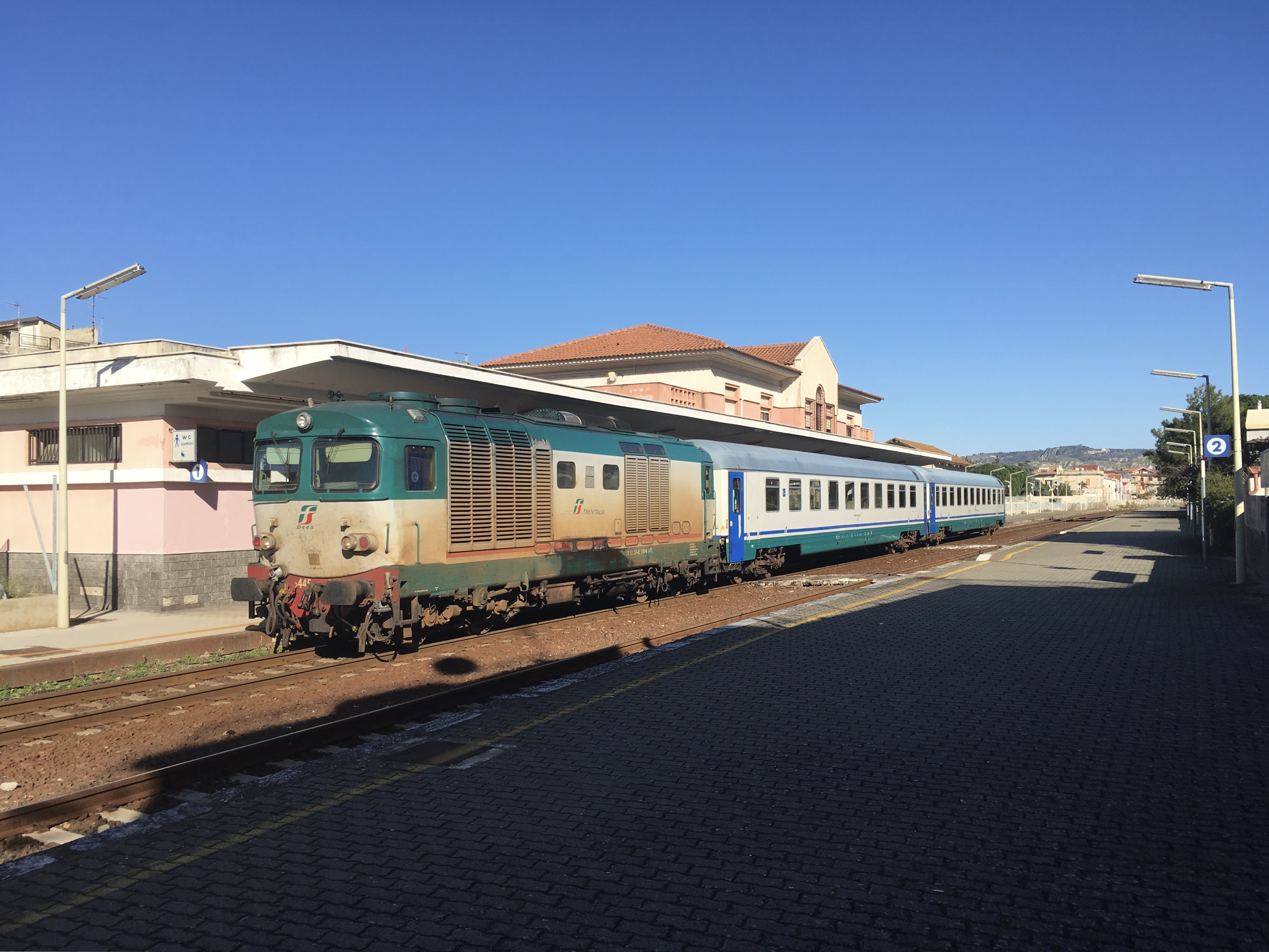
kétkocsis IC dízelmozdonnyal